# UPC bổ sung 2 số
UPC bổ sung 2 số có thể là UPC-A, UPC-E (ngày nay còn có thêm cả EAN-13, EAN-8) với một mã vạch bổ sung ở bên phải của mã vạch chính. Nó được in bên phải và thấp hơn mã vạch chính. Mã vạch phụ này thông thường có các số in phía trên nó (nhưng cũng có thể in phía dưới như mã vạch chính), được sử dụng để mã hóa các thông tin bổ sung sử dụng trong báo chí và các ấn phẩm định kỳ khác.
Người ta cũng có thể bổ sung loại mã vạch mã hóa thêm 5 số nhưng mục đích, cách thức mã hóa và lĩnh vực ứng dụng của chúng không giống với loại bổ sung 2 số.

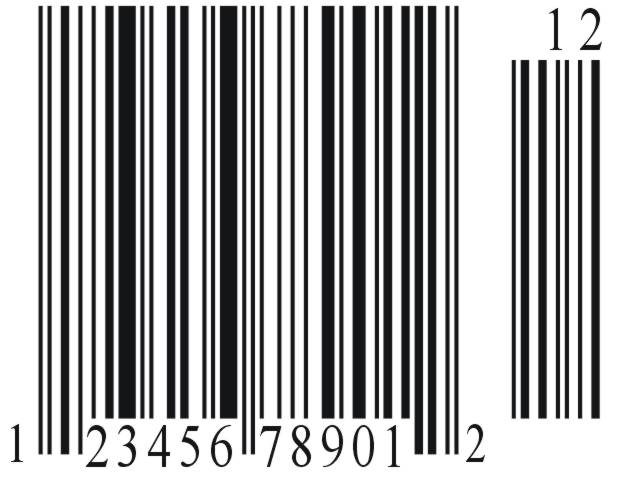
Hình minh họa của UPC-A bổ sung 2 số

## Mục đích
Mã vạch phụ 2 số thể hiện số thứ tự phát hành của tạp chí. Điều này là có lợi do mã sản phẩm (chứa trong mã vạch chính) tự nó không có thông tin về việc này do nó là một hằng số đối với mọi lần xuất bản. Ngoài ra, mã phụ 2 số này có thể sử dụng để dò tìm xem ấn bản nào của các loại báo chí đang được phát hành hay bán, có lẽ chủ yếu dành cho mục đích phân tích khả năng bán chạy hay không chạy của ấn phẩm.
Trên thực tế, con số được mã hóa này đôi khi được gọi là "số phát hành nội bộ". Số này không phải luôn luôn đồng nhất với "số phát hành" được in ở đâu đó trong trang bìa. Đôi khi số mã hóa này tăng đều theo số lần phát hành, đôi khi nó chỉ là số tháng hay tuần-phụ thuộc vào chu kỳ xuất bản.

## Cấu trúc
Việc mã hóa của mã vạch phụ 2 số tuân theo cấu trúc sau:
- Các vạch bảo vệ trái, có giá trị bit 1011.
- Mã hóa của ký tự đầu tiên, được mã hóa theo mẫu tính chẵn lẻ dưới đây.
- Ký tự phân tách, có giá trị bit là 01.
- Mã hóa của ký tự thứ hai, được mã hóa theo mẫu tính chẵn lẻ dưới đây.

Ở đây không có ký tự "kết thúc" hay "dừng" cụ thể. Mã vạch được tính là kết thúc khi sau ký tự phân tách (01) không có ký tự hợp lệ nào nữa.
Các thành phần số được mã hóa trong mã vạch này sử dụng "tính chẵn" hay "tính lẻ" trong tiêu chuẩn mã hóa bên trái của EAN-13. 

## Mẫu tính chẵn lẻ và mã hóa
Trong mã vạch bổ sung 2 số, tính chẵn lẻ của các số được mã hóa trong mã vạch phụ này được tính bằng cách lấy giá trị của chuỗi số chia cho 4, sau đó lấy phần còn dư để so với bảng dưới đây:
| Phần dư | Số 1 | Số 2 |
| ------- | ---- | ---- |
| 0       | Lẻ   | Lẻ   |
| 1       | Lẻ   | Chẵn |
| 2       | Chẵn | Lẻ   |
| 3       | Chẵn | Chẵn |

## Ví dụ
Giả sử ta cần mã hóa số "14", giá trị 14 được chia cho 4. Kết quả có số dư bằng 2. Theo bảng trên, ký tự đầu có tính mã hóa chẵn và ký tự thứ hai có tính mã hóa lẻ.
Vì thế, mã hóa của giá trị "14" như là mã vạch phụ 2 số của UPC-A sẽ như sau: 
- Vạch bảo vệ trái, có giá trị bit 1011.
- Số đầu tiên [1] được mã hóa chẵn, giá trị bit 0100111.
- Ký tự phân tách, giá trị bit 01.
- Số thứ hai [4] được mã hóa lẻ, giá trị bit 0100011.